# Oblates du Saint Enfant Jésus
Ne doit pas être confondu avec Filles de l'Enfant-Jésus, Sœurs de l'Enfant-Jésus, Sœurs de l'Enfant Jésus – Providence de Rouen ou Filles de l'Enfant-Jésus.
Les Oblates du Saint Enfant Jésus sont une congrégation religieuse féminine enseignante de droit pontifical. 

## Histoire
En 1650, Anna Moroni (1613-1675) ouvre une école de catéchisme pour jeunes filles puis, en 1667, un pensionnat pour ses élèves. En 1671, Anna commence la vie commune avec douze jeunes filles et l'aide de Cosimo Berlinsani (1619-1694), religieux des clercs réguliers de la Mère de Dieu. Le 2 juillet 1672, elle est élue supérieure de la communauté. Les sœurs portent une robe brune en hommage à Vierge du Carmel. En 1717, elles adoptent la règle de saint Augustin et abandonnent le titre originel de pensionnaires du Saint-Enfant-Jésus au profit de celui d'Oblates augustines du Saint-Enfant-Jésus.
À partir de 1683, de nombreuses succursales sont fondées (Spolète, Città di Castello, San Severino Marche, Rieti, Ascoli Piceno, Fermo, Sezze) mais sans lien avec la maison-mère ; mais en 1927, de nombreuses communautés reconnaissant Moroni comme fondatrice s'unissent pour former une congrégation religieuse; mais celles de San Severino Marche forment un institut propre sous le nom de sœurs pensionnaires de l'Enfant Jésus.

## Activités et diffusion
Les sœurs se consacrent à l'enseignement et au catéchisme.
Elles sont présentes en Italie, au Brésil et au Pérou.
La maison-mère est situé dans l'Église Gesù Bambino all'Esquilino à Rome.
En 2017, la congrégation comptait 100 sœurs dans 17 maisons.